# Nieuwe Rodenrijsche Droogmakerij
Nieuwe Rodenrijsche Droogmakerij of polder Rodenrijs is een polder in de gemeente Lansingerland in de Nederlandse provincie Zuid-Holland. De polder behoorde voorheen tot het waterschap Polder Berkel dat in 1977 is opgegaan in het Hoogheemraadschap van Delfland.
In het zuiden grenst de polder aan Rodenrijsevaart en de oorspronkelijke lintbebouwing van het dorp Rodenrijs, in het noorden aan polder Oudeland, waarin nu het industrieterrein Oudeland is gelegen.
Noordpolder · 
Westpolder · 
Zuidpolder · 
Voorafsche polder · 
Nieuwe Rodenrijsche Droogmakerij · 
Oostmeerpolder · 
Polder Oudeland · 
Nieuwe Droogmaking (met de Meerpolder · 
Oude Leedsche polder (met Bergboezem)